# Castello Menzies

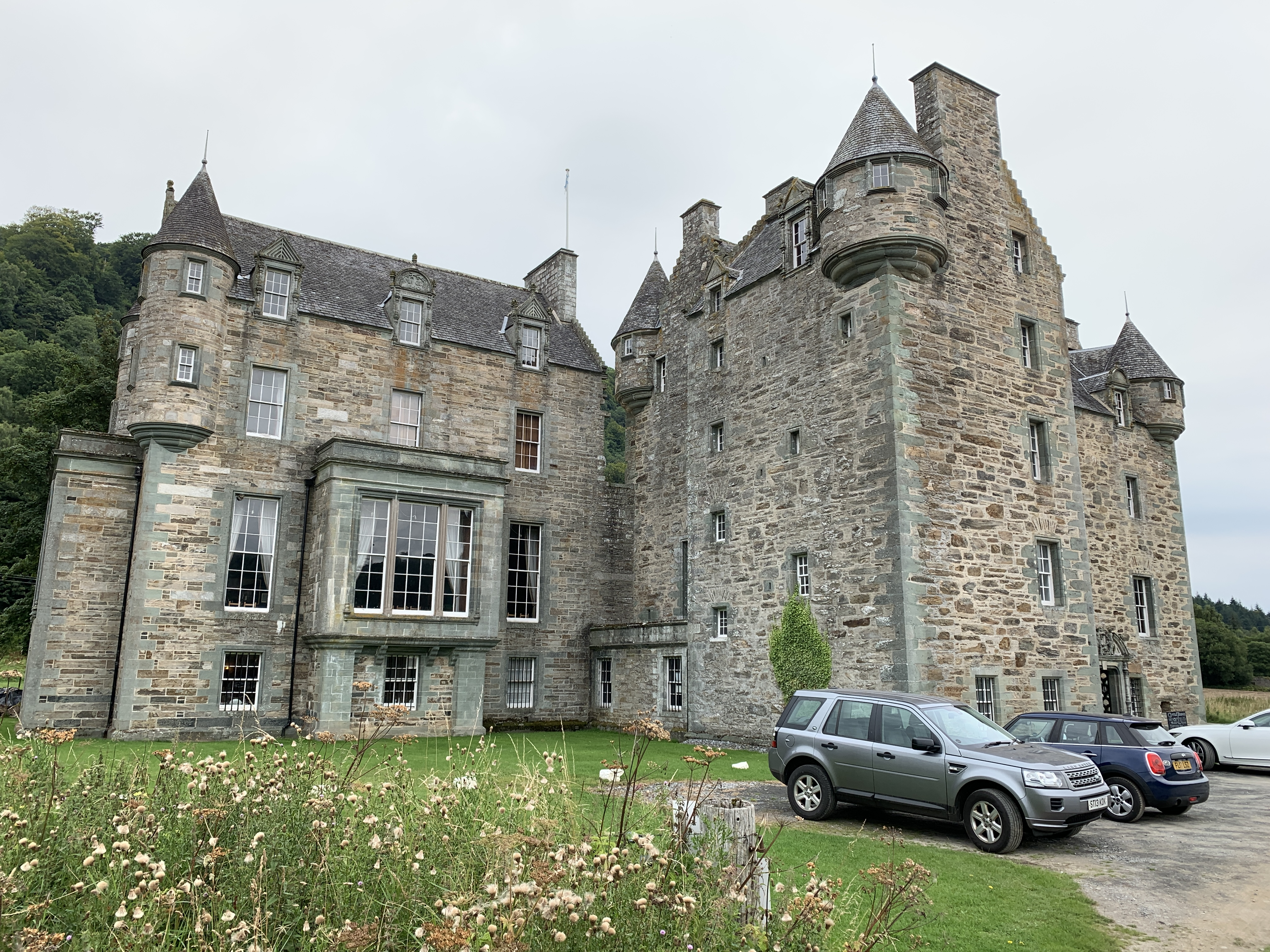
La facciata sud-occidentale del castello

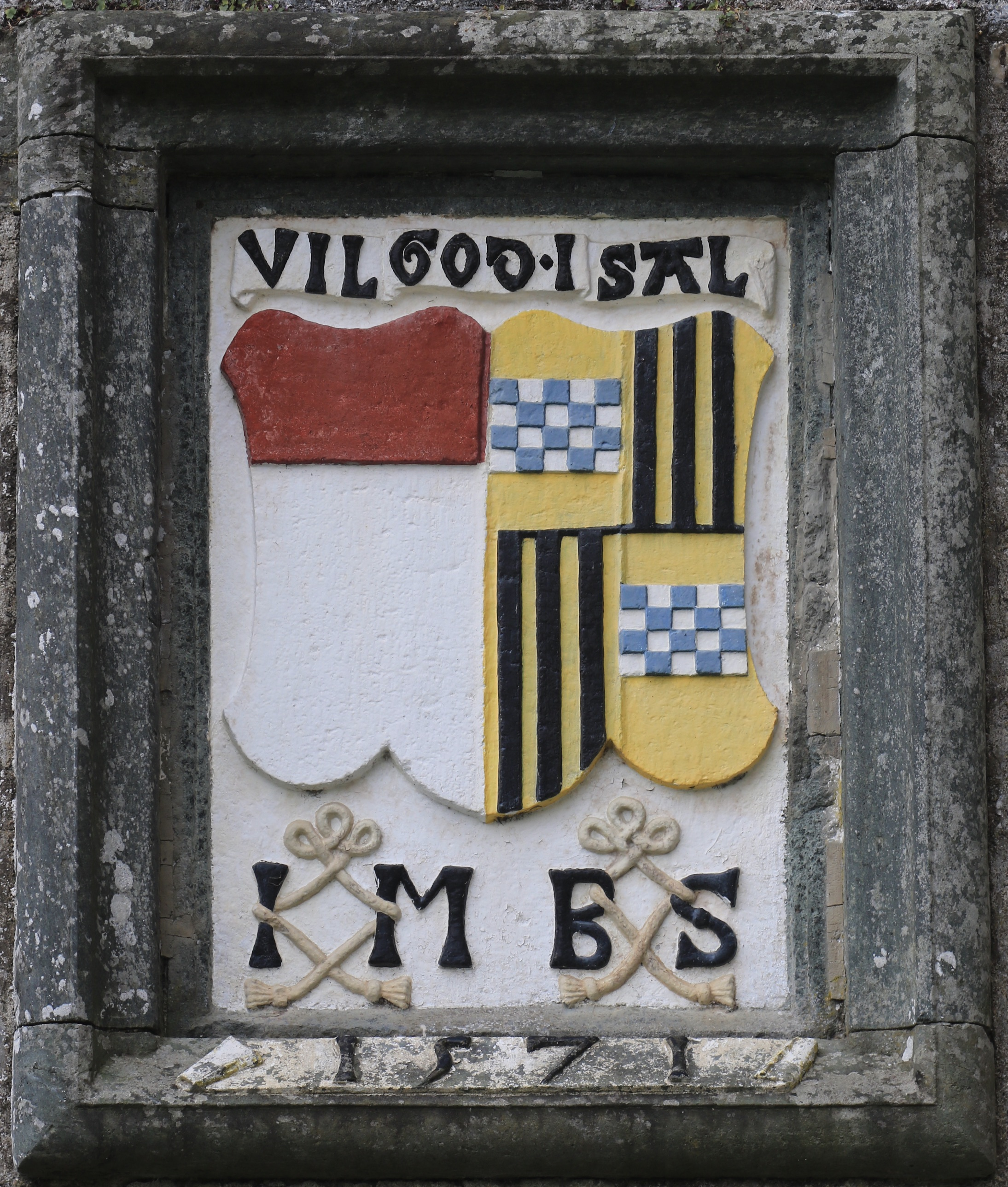
Insegna nel castello

Il castello Menzies (in inglese Castle Menzies) è uno storico edificio situato nei pressi del villaggio scozzese di Weem (dintorni di Aberfeldy), nel Perthshire, ed eretto nella seconda metà del XVI secolo dal clan Menzies, di cui fu la residenza per circa tre secoli e mezzo.
Il castello è classificato come edificio di categoria A.

## Storia
La costruzione dell'edificio fu decisa dopo la distruzione, a pochi anni di distanza, di due castelli appartenuti al clan Menzies, ovvero il Comrie Castle (distrutto da un incendio nel 1487) e il cosiddetto "The Place of Weem" (costruito nel 1488 e distrutto in seguito a un assedio nel 1502). 
Secondo alcuni documenti, la costruzione del castello Menzies risalirebbe al 1557 e notizie certe sulla sua esistenza si hanno sin dal 1571, data incisa all'entrata dell'edificio; successive modifiche furono quindi apportate nel 1577.
Nel 1644, il castello fu teatro del conflitto tra il capo del clan Menzies, Alexander Menzies e le truppe reali in seno alle guerre dei tre regni. Qualche anno dopo, nel 1651, il castello Menzies fu occupato dalle truppe parlamentariste guidate dal generale George Monck.
In seguito, nel 1715 e nel 1745, il castello Menzies fu occupato dalle truppe giacobite.
Nel corso del XVIII secolo, l'edificio fu ampliato con l'aggiunta di nuove sale interne. Ulteriori modifiche furono quindi apportate nel 1840, anno in cui fu aggiunta un'ala occidentale, progettata dall'architetto William Burn.
L'edificio fu la sede del clan Menzies fino al 1918, anno della morte dell'ultimo discendente del clan.
Nel corso della seconda guerra mondiale, il castello fu utilizzato come deposito per i medicinali. In seguito, nel 1957, il castello, ormai quasi in rovina, fu acquisito per poco meno di 300 sterline dalla Clan Menzies Society e posto successivamente sotto restauro.

## Architettura
Il castello Menzies si erge nella parte settentrionale della vallata, formata dal fiume Tay e nota come Appin of Dull.
L'edificio è un castello a Z.
Il castello ospita un museo in cui viene descritta la storia del clan Menzies (incluse informazioni sul botanico Archibald Menzies). Si può vedere, tra l'altro, il letto in cui dormì Bonnie Prince Charlie.